# Пляжный волейбол

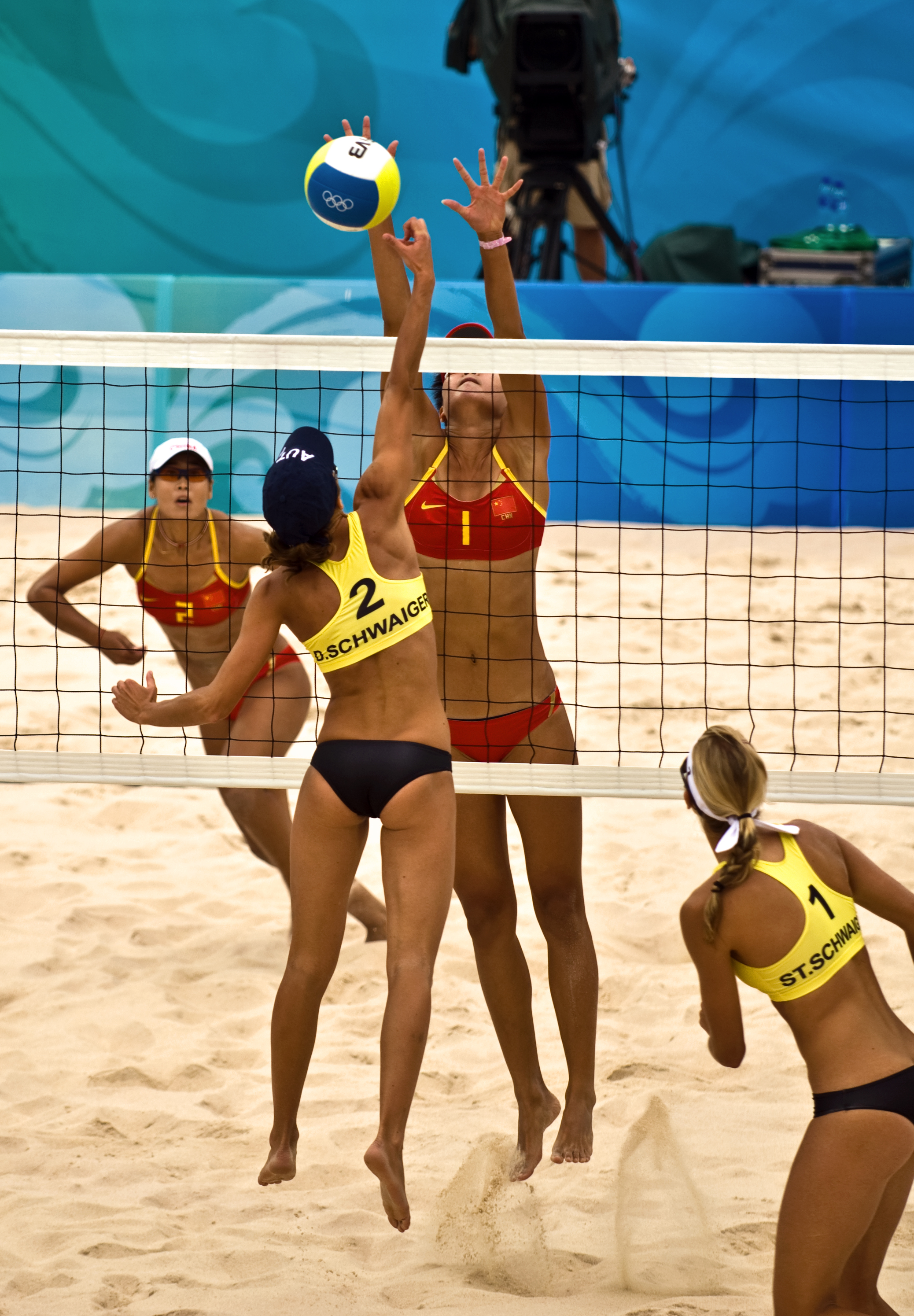
Матч между сборными Австрии и Китая в рамках летних Олимпийских игр 2008 года

Пляжный волейбол (бич-волей) — популярный вид спорта, игра на разделённой высокой сеткой песчаной площадке, в которой две команды, находящиеся по разные стороны сетки, перебрасывают через неё мяч, как правило, руками, с целью приземлить его на чужой половине и не допустить падения мяча на своей половине поля.
Пляжный волейбол развился как самостоятельный вид спорта из классического волейбола, наибольшее распространение и официальный статус получил вариант игры «два на два». Пляжный волейбол, помимо традиционных для волейболистов прыгучести, хорошей реакции, силы, чувства мяча, требует большей выносливости, поскольку в игре на песке спортсменам приходится чаще совершать прыжки и рывки, матчи могут проходить в условиях высокой температуры, при ярком солнце или при дожде и сильном ветре, к тому же обычной практикой является проведение одной командой нескольких игр в день. Важным качеством для игроков является универсализм, так как они не разделены по амплуа и размещаются на площадке свободно, а специализация обычно применима только в отношении блокирования и защиты — во многих командах можно выделить высокого блокирующего и менее высокого, но более подвижного защитника.
Главным управляющим органом в пляжном волейболе является Международный совет по пляжному волейболу, входящий в состав Международной федерации волейбола (FIVB). С 1996 года бич-волей присутствует в соревновательной программе Олимпийских игр. Крупнейшими соревнованиями, помимо олимпийских турниров, являются чемпионаты мира, проводимые один раз в два года, Мировой тур — ежегодное коммерческое соревнование, состоящее из нескольких этапов, организованное подобно теннисным ATP- и WTA-турам, а также турниры, проводимые региональными конфедерациями, входящими в FIVB.

## Характеристика игры

### Правила и техника игры

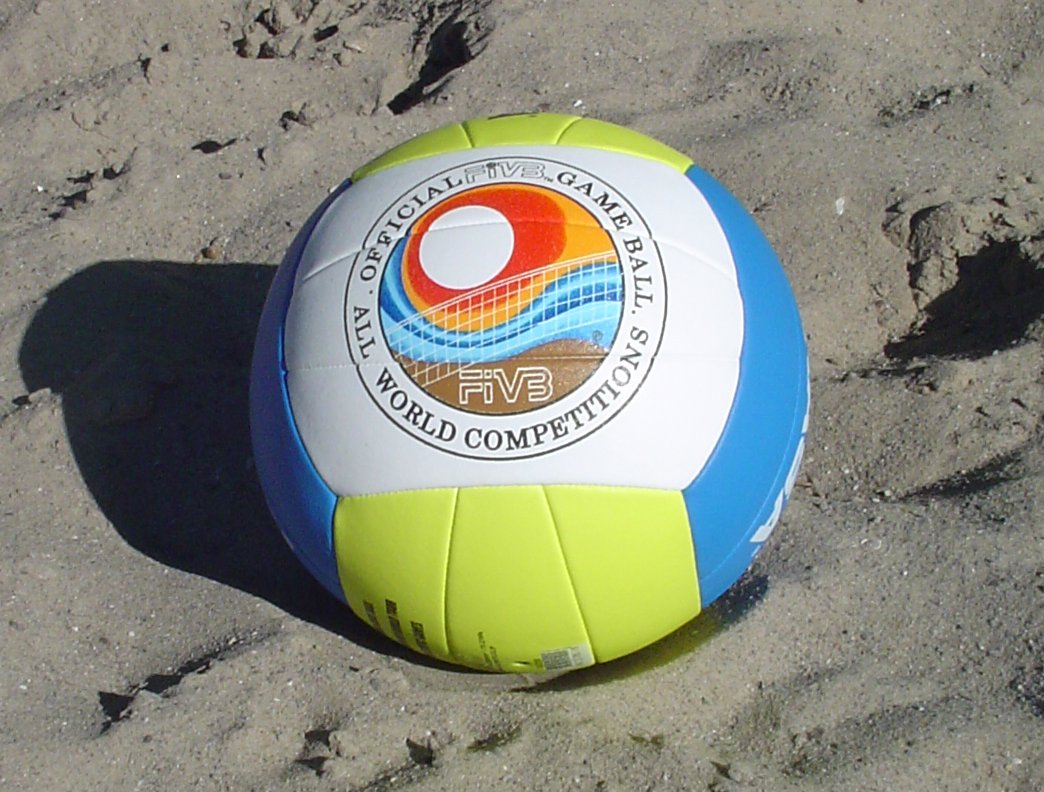
Мяч для игры в пляжный волейбол

В пляжный волейбол играют на площадке 16×8 м (правило введено в 2002 году), которая покрыта песком глубиной не менее 40 см и разделена на две равные части сеткой (высота сетки, как и в классическом волейболе — 2,43 м для мужчин и 2,24 м для женщин). С обеих сторон пространство над сеткой ограничено специальными антеннами.
Мяч в пляжном волейболе чуть больше классического (66—68 см в окружности), давление в нём меньше (0,175 — 0,225 кг/см2), материал также отличается. Он должен иметь цветную яркую окраску.
Команда состоит из двух игроков, замены по ходу матча правилами не предусмотрены (при тяжёлой травме, дисквалификации, отказе игрока от продолжения матча команде засчитывается поражение). Тренер может наблюдать за матчем только с трибуны. Форма игроков состоит из шорт или купального костюма, в пляжный волейбол играют босиком, если иное не разрешено судьями, допускаются носки, в том числе специализированные (в холодное время для тепла, в очень жаркое время от ожогов).
Для победы в матче необходимо выиграть две партии. Партии играются до 21 очка, третья, решающая, партия продолжается до 15 очков, для победы в каждой из партий необходима разница в счёте не менее двух очков. Игра идёт по принципу rally-point («каждый розыгрыш — очко»), если розыгрыш выигрывает принимающая команда, она, кроме очка, получает право на подачу. Игроки команды подают по очереди: сначала один — до тех пор, пока команда не потеряет право на подачу из-за проигрыша очка или ошибки; после того, как команда вновь отыграет подачу, подаёт другой игрок и т. д. Отбивать мяч можно любой частью тела.
В каждой партии каждая команда имеет право на один 30-секундный тайм-аут, в первой и второй партиях также назначаются технические тайм-ауты, когда команды набирают суммарно 21 очко. В случае травмы или ухудшения самочувствия игрока судья останавливает игру и разрешает медицинскому персоналу оказать помощь. Продолжительность «медицинского» тайм-аута составляет не более 5 минут и представляется одному игроку один раз за матч. В пляжном волейболе чаще, чем в классическом, происходит смена сторон, чтобы команды находились в равной зависимости от внешних факторов (солнца и ветра). Команды меняются сторонами после розыгрыша каждых семи очков в первых двух партиях, и каждых пяти очков — в третьей. В любительском пляжном волейболе, как правило, играют короткие партии до 15 очков (решающая до 11) при смене сторон после 5 очков.
Игроки одной команды могут коснуться мяча не более трёх раз, после чего обязаны вернуть его на сторону противника. Блок входит в число трёх касаний. Игрок также не может ударить по мячу два раза подряд (исключение: после блока и при первом касании). В настоящий момент идет процесс обсуждения и тестирования исключения блока из числа трёх касаний, как в классическом волейболе.
За неправильное поведение возможны наказания в виде предупреждения (жёлтая карточка), замечания (красная карточка, приводящая к проигрышу очка), удаления игрока (красная и жёлтая карточка одновременно, означает поражение в партии) или дисквалификации (красная и жёлтая карточка одновременно в разных руках, означает поражение в матче).
Правила пляжного волейбола не предъявляют строгих требований к обработке мяча при одновременном соприкосновении двух соперников с мячом над сеткой (так называемый джуст, от англ. joust — «рыцарский поединок»). После «джуста» каждая из команд имеет право ещё на три касания; если мяч после одновременного касания соперниками над сеткой попадает в антенну, розыгрыш переигрывается.
Скидку в пляжном волейболе можно увидеть достаточно редко — при её выполнении допускается лишь короткое, точечное касание мяча. Особые требования предъявляются к передаче сверху — судьи не допускают даже малейшего вращения мяча при такой передаче. Часто пас выполняется с небольшой задержкой (прихватом) мяча пальцами, что позволяет нивелировать возможные помехи от ветра.
Женщины обычно выполняют планирующую подачу, мужчины — силовую в прыжке. Высокая подача по ветру, когда мяч идёт к принимающим со стороны солнца, получила название свеча, или скайбол (от англ. sky ball — «небесный мяч»). Подача, адресованная в точку, находящуюся на примерно равном расстоянии между игроками команды-соперника, носит шутливое название муж и жена (англ. husband and wife serve), так как она может спровоцировать споры о том, кто именно должен был принимать подачу.
Почти все приёмы мяча осуществляются снизу двумя руками. Особым вариантом приёма в пляжном волейболе, используемым прежде всего против обводящих ударов с высокой траекторией полёта мяча и для приёма быстрых подач, является так называемый томагавк. Название этой техники связано с тем, что расположение пальцев напоминает хват при замахивании топором — подушечки пальцев одной кисти касаются оснований фаланг другой (либо кисти накладываются одна на другую), большие пальцы жёстко сцеплены позади тыльных сторон ладоней, мяч играется наружными рёбрами ладоней.

### Сигналы в пляжном волейболе

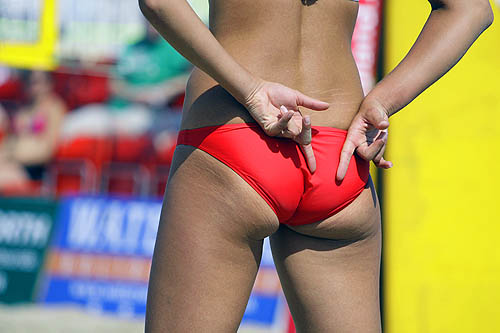
Тактический знак: блок будет перекрывать удар по линии

Одной из интересных особенностей пляжного волейбола является использование сигналов для подсказки партнёру, какая тактика игры будет выбрана. Сигнал подается за спиной игроком, который находится ближе к сетке во время подачи или непосредственно перед блокированием. Руки соответствуют сторонам нападения — левая рука для нападающего слева, а правая для нападающего справа. Как правило, один палец означает блокирование удара в линию, два пальца — блокирование удара в диагональ, рука, сжатая в кулак, означает, что игрок не будет ставить блок, а открытая рука означает блокирование «в мяч». При подаче «мигание» рукой, то есть попеременное сжимание руки в кулак и её разжимание, означает, что блокирующий хочет, чтобы его или её партнёр подал в игрока на соответствующей стороне площадки.
Кроме сигналов руками в пляжном волейболе используются и подсказки «голосом». Игрок, остающийся в защите, может их использовать как для подсказки партнёру, так и для сообщения партнёру о своей позиции. Как правило, это сигналы линия и диагональ, означающие блокирование соответствующего направления удара. Кроме того, игроки могут договариваться между собой о других условных сигналах.

## История
Родиной пляжного волейбола считается Калифорния, на пляжах которой в начале 1920-х годов появились площадки для игры и были собраны первые команды, состоявшие, как и в классическом волейболе, из 6 человек.
Распространена также версия, что в 1910-е годы на Гавайях члены местного сёрфинг-клуба, среди которых был знаменитый американский пловец, сёрфер и ватерполист Дьюк Каханамоку, в ожидании хорошей волны нередко играли в волейбол прямо на пляже. Позднее, став руководителем пляжного клуба Санта-Моники, Каханамоку внёс большой вклад в развитие игры. В 1930 году в Санта-Монике прошёл первый матч по пляжному волейболу с командами из двух человек.
В Европе о бич-волее впервые узнали благодаря французским нудистам: в 1927 году игра стала главным развлечением на пляже во Франконвилле, местечке к северо-западу от Парижа. Со временем игра получила распространение и в других европейских странах: в Болгарии, Чехословакии и Латвии. В Бразилии пляжный волейбол набирает популярность, начиная с 1950-х годов.
Первый официальный турнир по пляжному волейболу был организован в 1947 году в Стейт-Бич (Калифорния) компанией Holzman.
В 1948 году компания Pepsi выступила организатором одного из первых официальных турниров в Лос-Анджелесе, предложив в качестве главного приза ящик своей продукции.
В 1965 году была создана первая в истории бич-волея организация — Калифорнийская Ассоциация пляжного волейбола, разработавшая единые правила. В 1960-е годы на пляжах Калифорнии игра становится столь же популярной, как и сёрфинг. Выступления спортсменов сопровождались конкурсами красоты и всевозможными представлениями, интерес к бич-волею проявляли The Beatles, Мэрилин Монро и президент Джон Кеннеди. В 1976 году в США прошёл первый неофициальный чемпионат мира, который посетили свыше 30 тысяч зрителей, победителями соревнования стали американцы Джим Мендес и Грег Ли. 21 июля 1983 года была основана Ассоциация волейболистов-профессионалов (AVP), организовавшая серию турниров с большим призовым фондом, в 1986 году образована ассоциация женского профессионального пляжного волейбола (WPVA).
В том же 1986 году пляжный волейбол получил признание Международной федерации волейбола (FIVB), в феврале 1987 года под её эгидой прошёл чемпионат мира в Рио-де-Жанейро, пока ещё неофициальный, победителями в котором стали американцы Рэнди Стоклос и Синджин Смит. В 1990 году в FIVB появилась новая структура — Международный совет пляжного волейбола. С 1992 года в официальных соревнованиях по пляжному волейболу под эгидой FIVB принимают участие женщины.
Бич-волей входил в программу Олимпийских игр-1992 в Барселоне в качестве показательного вида спорта. Победителями стали пары из США — Рэнди Стоклос / Синджин Смит и Каролин Кирби / Нэнси Рино. 24 сентября 1993 года на 101-й сессии МОК в Монте-Карло пляжный волейбол был признан олимпийским видом спорта. В первом официальном олимпийском турнире, прошедшем в 1996 году на Играх в Атланте приняли участие 24 мужские и 16 женских команд, золотые медали достались американцам Карчу Кираю / Кенту Стефессу и бразильянкам Джеки Силве / Сандре Пирес. Карч Кирай стал трёхкратным олимпийским чемпионом: в 1984 и 1988 годах он также завоёвывал «золото» на Олимпийских играх в составе сборной США по волейболу.
В сентябре 1997 года в Лос-Анджелесе прошёл первый официальный чемпионат мира. К концу 1990-х годов FIVB стала контролировать пляжный волейбол во всём мире — конкурировавшие с ней американские ассоциации WPVA и AVP в 1998 году объявили о своём банкротстве. В 2001 году воссозданная стараниями известного спортивного агента Леонарда Армато AVP объединила мужские и женские профессиональные туры, установив равный для мужчин и женщин призовой фонд, соизмеримый с деньгами, выплачиваемыми на турнирах FIVB. Учитывая высокий уровень развития пляжного волейбола в США, Ассоциация волейболистов-профессионалов по-прежнему играет большую роль — американские пары игнорируют отдельные этапы Мирового тура FIVB ради участия в AVP Crocs Tour.
Лидерами в мировом бич-волее традиционно являются Бразилия и США, в то же время не подвергается сомнению высокий уровень развития пляжного волейбола в ряде других стран — Австралии, Австрии, Швейцарии, Германии, Испании, Нидерландах, России, Китае. Наиболее титулованными в мире являются американские волейболистки Кэрри Уолш и Мисти Мэй-Трейнор, выигравшие в 2004—2012 годах три олимпийских турнира подряд, а также три раза побеждавшие на чемпионатах мира. Среди мужчин рекордсменами по количеству олимпийских медалей в пляжном волейболе являются бразильцы Рикардо Сантос и Эмануэл Рего, у каждого из которых имеется по одной медали всех достоинств.
На олимпийском турнире в Пекине выступали две необычные пары из Грузии: Сака / Ртвело (Сакартвело по-грузински означает «Грузия») и Джор / Джия (Georgia в переводе с английского — «Грузия»). Под этими псевдонимами скрывались бразильские спортсмены, для которых принятие второго гражданства облегчало задачу попадания на Олимпиаду, а для Грузии появлялась возможность достичь в пляжном волейболе невиданных высот (мужская команда Ренато Гомеш («Джор») / Жорже Тершейро («Джия») заняла в Пекине 4-е место). Несмотря на заверения бразильянки Кристин Сантаны («Сака»), что она успела почувствовать себя грузинкой, в чём призналась после победы в матче против россиянок Натальи Урядовой и Александры Ширяевой, Совет по пляжному волейболу FIVB принял решение запретить с 2009 года формирование команд, состоящих из двух натурализованных спортсменов.
Имена выдающихся мастеров пляжного волейбола — Карча Кирая, Рэнди Стоклоса, Керри Поттхарст, Холли Макпик, Майка Додда включены в галерею почёта Зала славы мирового волейбола в Холиоке (штат Массачусетс).
В целях популяризации пляжного волейбола FIVB часто выступает с инициативой проведения турниров не на пляжах, а в достопримечательных местах столичных городов: чемпионат мира-2005 прошёл в самом центре Берлина — на площади Шлоссплац, этапы «Большого шлема» Мирового тура игрались у Эйфелевой башни в Париже, на Поклонной горе в Москве. Ареной для соревнований по пляжному волейболу на летних Олимпийских играх 2012 года стала площадь Хорс Гардс Пэред, расположенная в центре Лондона у зданий Адмиралтейства и неподалёку от Букингемского дворца.

## Пляжный волейбол в России
Первые официальные соревнования по пляжному волейболу в СССР прошли в 1986 году. В 1989-м разыгран Кубок Москвы и Кубок СССР среди мужчин, советские волейболисты (Виктор Артамонов / Валтс Михелсонс, Игорь Абдрахманов / Александр Овсянников) дебютировали в Мировом туре.
Первый чемпионат России был проведён в Сестрорецке в июле 1993 года. Оба комплекта золотых медалей выиграли волейболисты из Санкт-Петербурга: Наталья Белоусова и Мария Копылова (ТТУ), Руслан Жбанков и Дмитрий Кувичка («Автомобилист»). С 1995 года чемпионаты России проходят по рейтинговой схеме в несколько этапов.
В июле 1994 года в Санкт-Петербурге на пляже у Петропавловской крепости был проведён бич-волейбольный турнир Игр доброй воли. В марте 1995-го во Дворце спорта СКА прошёл первый международный матч по пляжному волейболу под крышей: россияне принимали бразильцев. В 1995 году также состоялся дебют женских команд России по бич-волею в Мировом туре.
В августе 1998 года в Москве впервые был проведён этап Мирового тура, а спустя 10 лет московские соревнования получили статус турнира «Большого шлема». В 2005—2007 годах этапы Мирового тура также проходили в Санкт-Петербурге, с 2013 года один из открытых турниров проводится в комплексе «Волей Град» под Анапой. Традицией стали турниры под эгидой CEV Russian Masters в Москве и Сочи. В 2005 году Москва, а в 2009-м Сочи были организаторами финалов чемпионата Европы.
Наталья Урядова и Александра Ширяева(Моисеева)-чемпионки Европы 2006 года в Гааге. Россияне Дмитрий Барсук и Игорь Колодинский — серебряные призёры чемпионата мира-2007 в Гштаде. Лучшие результаты российских команд на Олимпийских играх — 4-е место пары Константин Семёнов / Вячеслав Красильников и 5-е место дуэта Екатерина Бирлова / Евгения Уколова в Рио-де-Жанейро-2016 и затем 2-е место пары Олег Стояновский / Вячеслав Красильников в Токио-2020. Победителями чемпионата мира-2019 в Гамбурге стали россияне Вячеслав Красильников / Олег Стояновский, которые в этом же году одержали победу на Финале Мирового тура в Риме. Пара Константин Семёнов / Илья Лешуков стали серебряными призерами чемпионата Европы-2019 в Москве. А в 2020 году на вторую ступень пьедестала европейского первенства в Юрмале поднялись Красильников и Стояновский, а у девушек на третью ступень - Светлана Холомина и Надежда Макрогузова.
Совет по пляжному волейболу во Всероссийской федерации волейбола (ВФВ) в 2004—2008 годах возглавлял Геннадий Шипулин, с 2008 года — Андрей Горбенко. ВФВ проводит чемпионат России, разыгрываемый в несколько этапов в разных городах, чемпионаты среди юношей, девушек, ветеранов. География российских соревнований постоянно расширяется.
Пара Красильников/Стояновский завоевала серебряные награды ОИ-2020 в Токио.

## Пляжный волейбол зимой
В последние годы при росте популярности пляжного волейбола жители холодных стран начали строить крытые центры пляжных видов спорта. Это такие же залы как для классического волейбола, только с песком внутри. Активно такие центры стали строить в Европе еще в нулевых, а в России первые центры начали появляться в 2010 году такие как Динамит в Санкт-Петербурге. Как ни странно, до Москвы после нескольких неудачных попыток (незаконное строительство Карачарово, несуществующие ныне Кленовый и Алабушево), первым центром пляжных видов спорта стал La Plage Club в самом начале 2016 года. На сегодняшний день, в связи с очень высокими темпами роста любительского волейбола, в Московском регионе и северной Столице уже насчитывается почти 20 мест, где можно поиграть в пляжный волейбол круглый год.
Тем не менее, официальных турниров в крытых центрах практически не проводят. Исключением стало проведение небольшого этапа EEVZA и серии коммерческих турниров с призовым фондом. Безусловно, такое развитие мест для тренировок стимулирует рост как любительского волейбола, так и профессионального.
Самый большой в мире крытый центр пляжного волейбола - Beach Center Архивная копия от 1 мая 2019 на Wayback Machine - находится в Гётеборге (Швеция). Beach Center насчитывает 16 площадок под крышей и 6 на улице. В 2019 году там был впервые проведён один из турниров серии FIVB World Tour Архивная копия от 6 мая 2019 на Wayback Machine. Кроме  того, в Beach Center ежегодно проводятся турниры зонального североевропейского тура NEVZA Архивная копия от 1 мая 2019 на Wayback Machine и дважды проводились турниры серии CEV Satellite.

## «Большая семья»

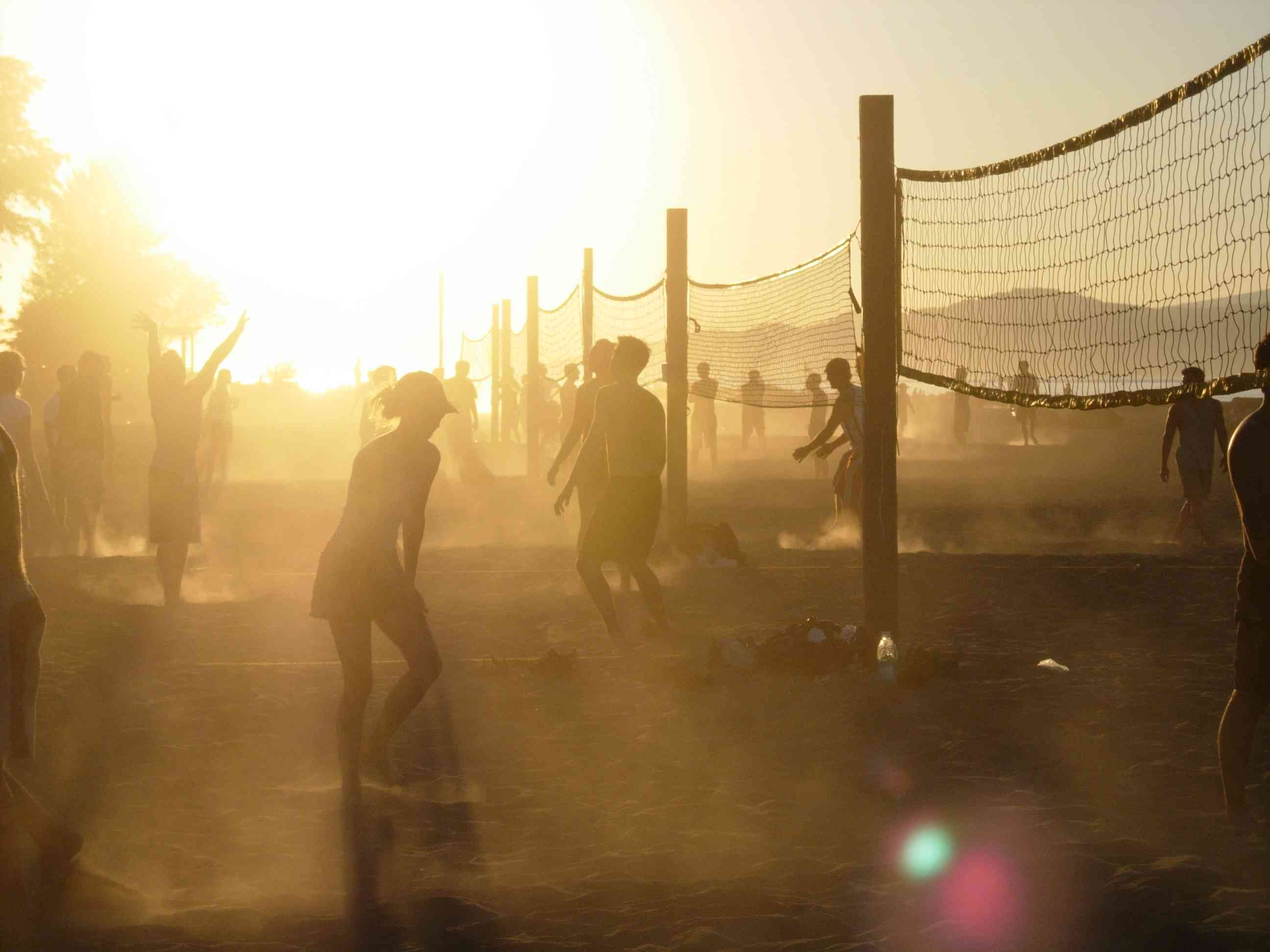

В 2007 году организатор турниров по пляжным видам спорта Илья Володарский назвал пляжный волейбол «одной большой семьёй». Спортсмены, календарь игр которых насыщен до предела, в течение года ездят, летают по всему миру вместе — с континента на континент, из страны в страну, из города в город практически в неизменном составе, одним огромным караваном. Волейболистов из разных стран может связывать не только дружба, но и, например, общий тренер.
Смены сторон во время матчей сопровождаются неизменными рукопожатиями и подбадриваниями, что в то же время, не снижает остроты соперничества за победу. Уникальная во многом этика пляжного волейбола относится и к зрителям, которые, как правило, на трибунах ведут себя непринуждённо, но уважительно к соперникам и друг к другу. Всё это, вкупе, конечно, с динамичностью, изящностью, зрелищностью, эмоциональностью самой игры, праздничным антуражем (хорошая погода, музыкальное сопровождение матчей, выступления группы поддержки) делает пляжный волейбол одним из наиболее привлекательных видов спорта для зрителей. Пляжный волейбол, обладающий доступными правилами игры и не требующий дорогой экипировки и инвентаря, весьма популярен среди любителей активного отдыха.